# Josef Gočár

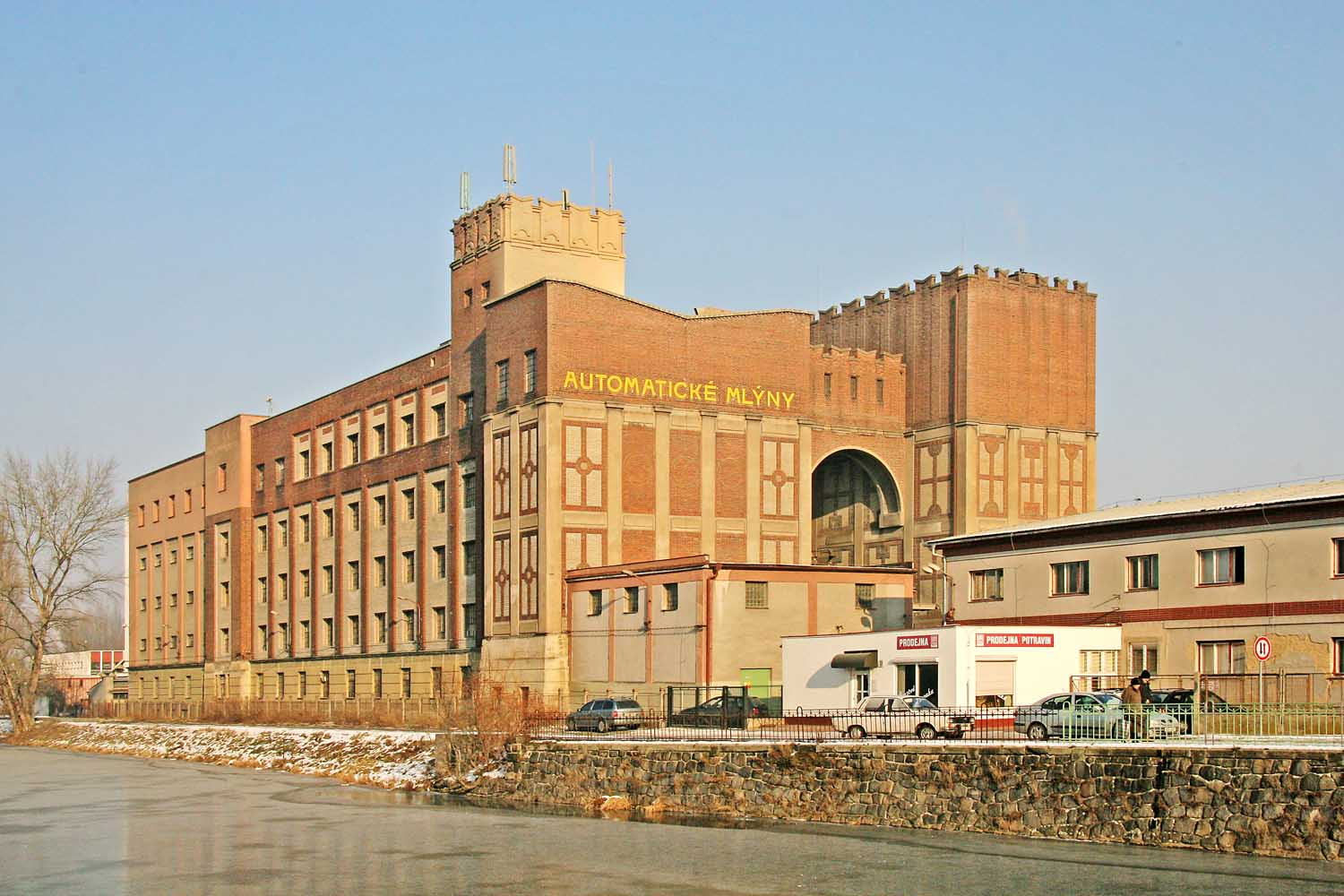
Winternitz-molens in Pardubice

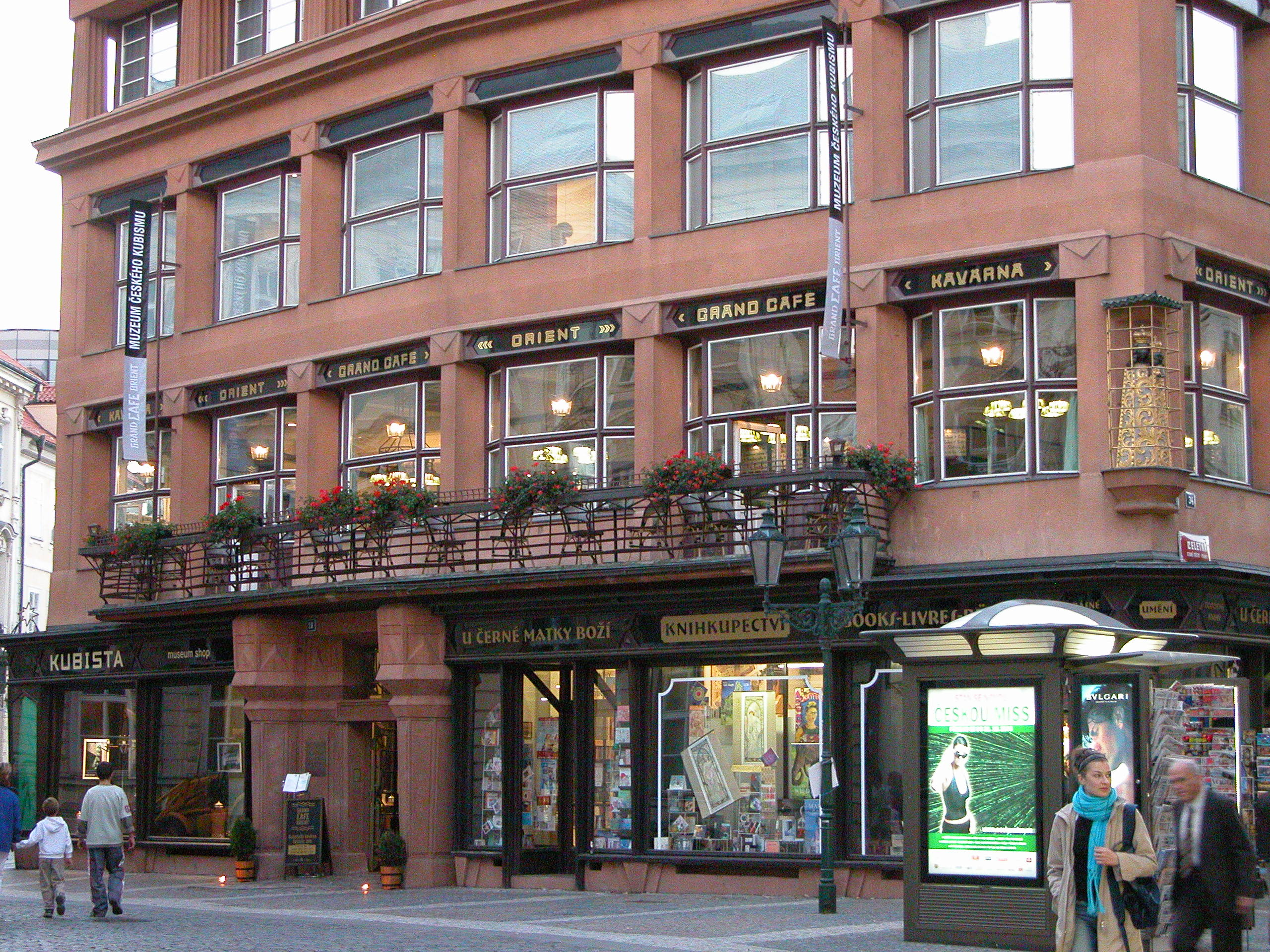
Zwarte Madonnahuis in Praag

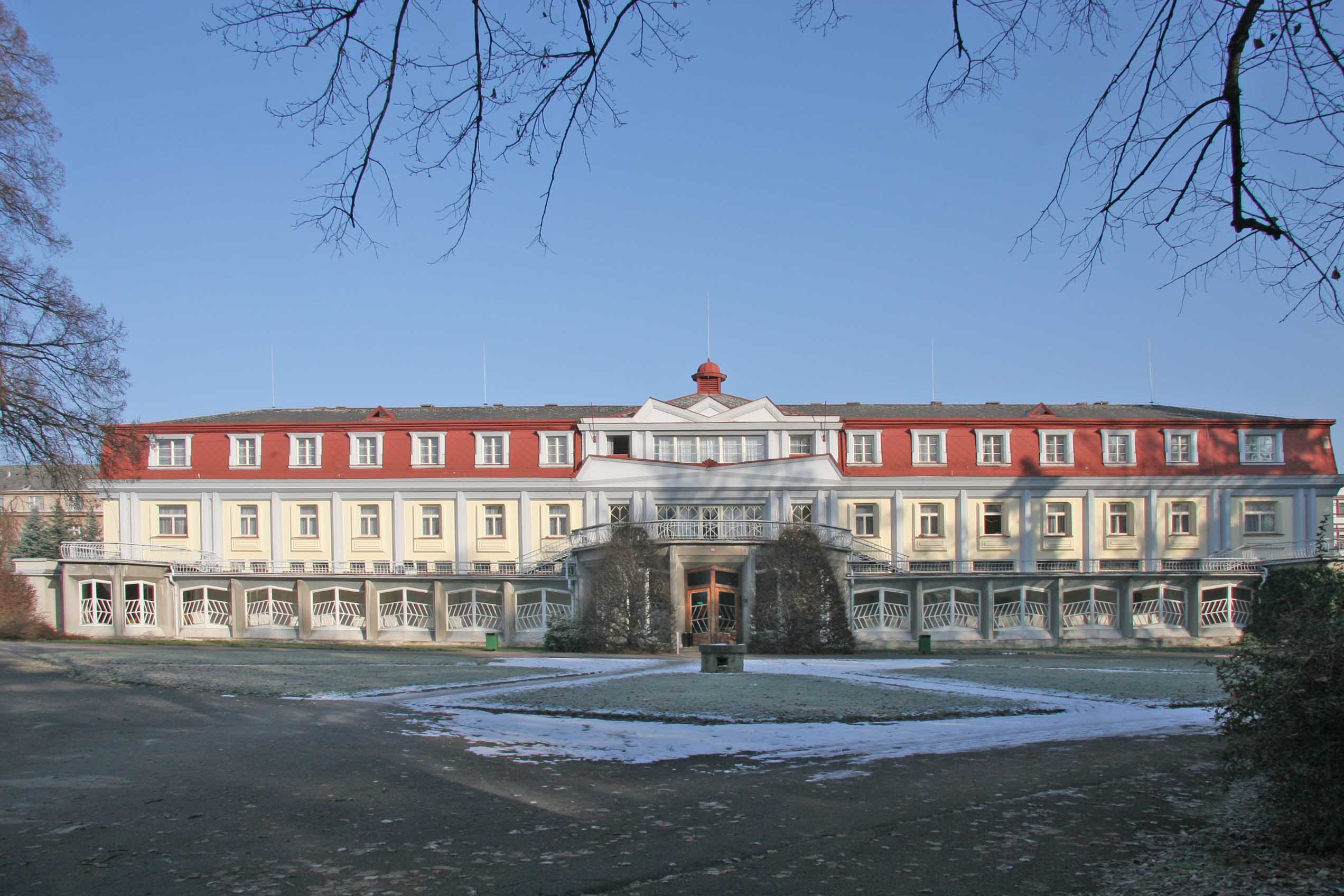
kuurpaviljoen in Lázně Bohdaneč

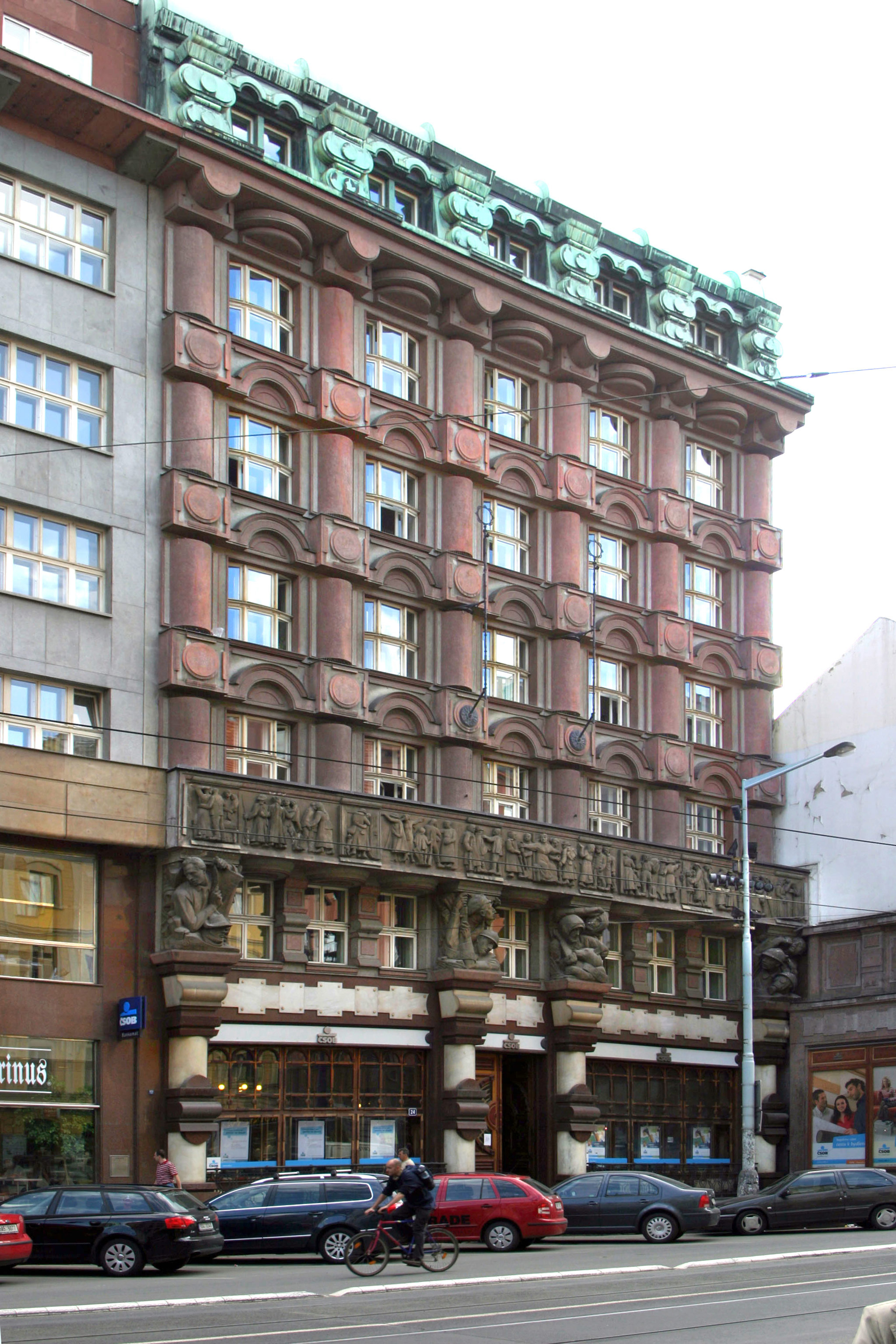
Bank van de Tsjecho-Slowaakse Legioenen in Praag

Josef Gočár (Semín bij Pardubice, 13 maart 1880 - Jičín, 10 september 1945) was een Tsjechisch architect en ontwerper. Hij stond aan de wieg van de moderne Tsjechische architectuur en in het bijzonder van het Tsjechisch kubisme, dat in met name in Praag aan de vooravond van de Eerste Wereldoorlog in de architectuur kort furore maakte, waarna hij vanuit deze stijl samen met Pavel Janák in de jaren '20 het rondokubisme ontwikkelde. Ten slotte ging hij over op een functionalistische stijl. De meeste van zijn gebouwen zijn behalve in Praag te vinden in Hradec Králové en in Pardubice.

## Leven en werk
Josef Gočár was de zoon van een brouwer. Hij vertrok in 1903 naar Praag en werd daar leerling van Jan Kotěra aan de Hogere Kunstnijverheidsschool. Nadat hij zijn studie had afgerond, werkte hij enige tijd voor Kotěra, waarna hij in 1908 voor zichzelf begon. Rond 1910 realiseerde hij zijn eerste belangrijke projecten, waarbij hij veelvuldig gebruik maakte van gewapend beton, destijds een noviteit. Tot deze projecten behoren het warenhuis Wenke in Jaroměř en de Winternitz-molens, een opvallend bakstenen fabrieksgebouw in Pardubice.
In 1911 behoorde Gočár tot de kunstenaars die de kunstenaarsvereniging Mánes verlieten en werd de eerste voorzitter van de kunstenaarsgroep Skupina výtvarných umělců (Groep van Beeldend Kunstenaars, kortweg: Skupina). Ook werd hij redacteur van het invloedrijke tijdschrift Umělecký měsíčník (Artistiek Maandblad) dat deze vereniging uitgaf. Veel leden, waaronder ook de schrijvers Josef en Karel Čapek waren betrokken bij het Tsjechisch kubisme. In deze periode ontwierp Gočár behalve interieurs en voorwerpen ook een aantal gebouwen in kubistische stijl, waarvan het warenhuis Bij de Zwarte Madonna (U Černé Matky Boží) in het hart van Praag het bekendste is. Het herbergt thans een museum, het Muzeum Českého Kubismu, dat is gewijd aan het Tsjechische kubisme. Het vooruitstrevende gebouw met zijn opvallende hoekige vensters sluit met name dankzij het mansardedak toch goed aan bij zijn barokke omgeving. Een vergelijkbaar gebouw is het kuurgebouw in Lázně Bohdaneč, dat in dezelfde periode tot stand kwam. Zijn derde en laatste zuiver kubistische ontwerp is de Villa Bauer in Libodřice uit 1913.
Het kubisme kende zijn korte bloeitijd aan de vooravond van de Eerste Wereldoorlog. De Groep van Beeldend Kunstenaars overleefde de oorlog niet. De oorlog bracht de republiek Tsjecho-Slowakije voort en er ontstond behoefte aan een nationale architectuurstijl. Gočár en Pavel Janák ontwikkelden hun rondokubisme, waarin veelvuldig gebruik wordt gemaakt van cirkels, cilinders en bogen. Zijn meest karakteristieke gebouw in deze stijl is het gebouw van de Bank van de Tsjecho-Slowaakse Legioenen, dat in 1923 werd voltooid. Het is rijk aan ornamentiek, maar minder exuberant dan de gebouwen die Janák ontwierp.
Vanaf 1924 was Gočár als hoogleraar verbonden aan de Kunstacademie van Praag (vanaf 1928 als directeur). In hetzelfde decennium leidde Gočár ook de stedenbouwkundige ontwikkeling van de stad Hradec Králové in goede banen en ontwierp hij voor deze stad een groot aantal gebouwen, waarbij hij zich aansloot bij het internationale functionalisme.

## Lijst van werken (selectie)
- 1909-1911: Warenhuis Wenke (Wenkeův obchodní dům, thans museum), Jaroměř
- 1909-1911: Winternitz-molens (Winternitzovy automatické mlýny), Pardubice
- 1911-1913: Kuurpaviljoen (Lázeňský dům) in Lázně Bohdaneč
- 1911-1912: Huis bij de Zwarte Madonna (Dům U Černé Matky Boží), Praag
- 1912-1913: Villa Bauer, Libodřice
- 1922-1923: Bank van de Tsjecho-Slowaakse Legioenen, Praag
- 1924-1927: Diverse schoolgebouwen in Hradec Králové
- 1925: Tsjecho-Slowaaks Expo-paviljoen, Parijs
- 1929-1930: Sint-Wenceslauskerk, Praag
- 1931-1934: Drie villa's in de modelwijk Baba, Praag